# Chiesa di Babbu Eternu
La chiesa di Babbu Eternu è un edificio religioso ubicato nella periferia di Osilo, centro abitato della Sardegna nord-occidentale. È consacrata al culto cattolico e fa parte della parrocchia dell'Immacolata Concezione, arcidiocesi di Sassari.
La chiesa, dedicata allo Spirito Santo, risale al XVII secolo. Il 10 giugno 2006, al termine di un importante intervento di restauro, è stata riconsacrata dall'allora arcivescovo di Sassari Paolo Atzei.